# Handball-DDR-Oberliga (Frauen) 1982/83
Die DDR-Handballmeisterschaft der Frauen wurde mit der Saison 1982/83 zum 33. Mal ausgetragen. Der ASK Vorwärts Frankfurt/O. konnte erfolgreich seinen Titel aus dem Vorjahr verteidigen und verlor lediglich das Heimspiel gegen Vizemeister SC Magdeburg. Absteiger gab es in dieser Saison nicht.
Torschützenkönigin mit neuer Rekordmarke wurde Katrin Krüger vom ASK Vorwärts Frankfurt/O. mit 161 Toren (davon 59 Siebenmeter).

## Statistiken

### Abschlusstabelle
| Pl.  | Verein                             | Sp | S  | U | N  | Tore    | Punkte |
| ---- | ---------------------------------- | -- | -- | - | -- | ------- | ------ |
| 1.   | ASK Vorwärts Frankfurt/O. (M/P)    | 18 | 17 | – | 01 | 488:284 | 34:02  |
| 2.   | SC Magdeburg                       | 18 | 16 | – | 02 | 434:278 | 32:04  |
| 3.   | SC Leipzig                         | 18 | 15 | – | 03 | 478:298 | 30:06  |
| 4.   | SC Empor Rostock                   | 18 | 10 | 1 | 07 | 392:323 | 21:15  |
| 5.   | BSG Halloren Halle                 | 18 | 06 | 4 | 08 | 317:371 | 16:20  |
| 6.   | TSC Berlin                         | 18 | 07 | 1 | 10 | 332:328 | 15:21  |
| 7.   | TSG Wismar                         | 18 | 04 | 4 | 10 | 355:417 | 12:24  |
| 8.   | BSG Sachsenring Zwickau            | 18 | 05 | – | 13 | 252:429 | 10:26  |
| 9.   | BSG Einheit/Sirokko Neubrandenburg | 18 | 03 | 3 | 12 | 261:357 | 09:27  |
| 10.0 | BSG Umformtechnik Erfurt (N)       | 18 | 0– | 1 | 17 | 280:504 | 01:35  |

 DDR-Meister 0
 (M) DDR-Meister 1982 0 (P) FDGB-Pokalsieger 1982 0 (N) Aufsteiger aus der DDR-Liga 1981/82
1. 1 2  In dieser Saison gab es keine Absteiger aus der Oberliga, da die HSG DHfK Leipzig auf den Aufstieg verzichtete und es keine weiteren Berechtigten auf den Plätzen 1–3 der DDR-Liga (Staffel Nord und Süd) gab.

### Kreuztabelle
| 1982/83 21. August 1982 – 20. März 1983 | 1982/83 21. August 1982 – 20. März 1983 | ASK Vorwärts Frankfurt/O. | SC Magdeburg | SC Leipzig | SC Empor Rostock | BSG Halloren Halle | TSC Berlin | TSG Wismar | BSG Sachsenring Zwickau | BSG Einheit/Sirokko Neubrandenburg | BSG Umformtechnik Erfurt |
| --------------------------------------- | --------------------------------------- | ------------------------- | ------------ | ---------- | ---------------- | ------------------ | ---------- | ---------- | ----------------------- | ---------------------------------- | ------------------------ |
| 01.                                     | ASK Vorwärts Frankfurt/O.               |                           | 21:24        | 24:20      | 31:16            | 28:11              | 24:13      | 36:14      | 28:14                   | 29:12                              | 33:11                    |
| 02.                                     | SC Magdeburg                            | 21:22                     |              | 22:19      | 21:16            | 23:11              | 23:16      | 30:17      | 32:14                   | 23:11                              | 31:13                    |
| 03.                                     | SC Leipzig                              | 22:27                     | 20:15        |            | 24:15            | 27:10              | 17:15      | 38:27      | 32:12                   | 29:10                              | 36:16                    |
| 04.                                     | SC Empor Rostock                        | 13:23                     | 14:17        | 14:19      |                  | 21:21              | 21:18      | 29:20      | 33:90                   | 27:14                              | 30:10                    |
| 05.                                     | BSG Halloren Halle                      | 13:27                     | 14:22        | 09:26      | 13:20            |                    | 20:19      | 18:18      | 26:11                   | 22:21                              | 27:19                    |
| 06.                                     | TSC Berlin                              | 15:27                     | 15:23        | 19:27      | 23:19            | 23:18              |            | 19:17      | 24:14                   | 17:13                              | 38:15                    |
| 07.                                     | TSG Wismar                              | 21:27                     | 16:22        | 20:33      | 17:26            | 21:21              | 18:18      |            | 17:12                   | 19:18                              | 28:18                    |
| 08.                                     | BSG Sachsenring Zwickau                 | 08:20                     | 16:28        | 16:31      | 16:34            | 19:26              | [ K 1 ]    | 22:21      |                         | 16:15                              | 17:16                    |
| 09.                                     | BSG Einheit/S. Neubrandenburg           | 15:22                     | 08:23        | 13:26      | 12:19            | 11:11              | 16:15      | 14:14      | 26:15                   |                                    | 17:15                    |
| 10.                                     | BSG Umformtechnik Erfurt                | 21:39                     | 15:34        | 14:32      | 15:25            | 15:26              | 16:25      | 16:30      | 20:21                   | 15:15                              |                          |

1. ↑  BSG Sachsenring Zwickau – TSC Berlin 12:24; Wertung: 2:0 Punkte und 0:0 Tore für Zwickau, beim TSC wirkte Anja Noack ohne gültige ärztliche Genehmigung mit.

### Torschützenliste
|     | Spieler            | Verein                        | Tore / 7 m |
| --- | ------------------ | ----------------------------- | ---------- |
| 01. | Katrin Krüger      | ASK Vorwärts Frankfurt/O.     | 161 / 59   |
| 02. | Kerstin Rast       | SC Magdeburg                  | 103 / 51   |
| 03. | Gisela Großer      | TSG Wismar                    | 102 / 21   |
| 04. | Kerstin Schaumburg | SC Empor Rostock              | 101 / 44   |
| 05. | Petra Uhlig        | SC Leipzig                    | 095 / 30   |
| 06. | Kornelia Kunisch   | SC Magdeburg                  | 092 / 17   |
| 07. | Ute Ebert          | BSG Sachsenring Zwickau       | 087 / 23   |
| 08. | Kerstin Knüpfer    | SC Leipzig                    | 077 / 11   |
| 09. | Astrid Stemmwedel  | BSG Einheit/S. Neubrandenburg | 076 / 27   |
| 10. | Manuela Voigt      | BSG Halloren Halle            | 074 / 07   |

## Meistermannschaft
| 1.                                 | ASK Vorwärts Frankfurt/O. |
| ---------------------------------- | --- |
| Logo vom ASK Vorwärts Frankfurt/O. | - Tor: Ramona Grobmann, Ute Gaukler - Feldspieler: Marion Schulz, Evelyn Hübscher, Katrin Krüger , Sybille Wagner, Ardina Nitzschke, Denise Lehmann, Andrea Hellmich, Sonja Herrnsdorf, Ulrike Noßbach, Dietlinde Krahn, Marika Hoffmann - Trainer: Wilfried Otto |